# 河原雅彦
河原 雅彦（かわはら まさひこ、1969年7月7日 - ）は、日本の俳優・演出家・脚本家。元「HIGHLEG JESUS」総代。

## 略歴
私立北陸高等学校、明治大学文学部卒業。
1992年に演劇やライブ活動を行う「HIGHLEG JESUS」を結成、2002年の解散まで全作品の作・演出を手掛ける。
2003年4月、女優のともさかりえと結婚。2004年10月に男児が誕生。2008年12月に離婚を発表。
2006年、シス・カンパニー公演「父帰る／屋上の狂人」の演出で第14回読売演劇大賞・優秀演出家賞受賞。
2016年12月、女優の安藤聖と結婚（ともに再婚）。2017年8月、双子の女児が誕生。

## 主な出演作品

### テレビ
- 悪いオンナ「占っちゃうぞ」（2000年） - 浜田マキオ 役
- 池袋ウエストゲートパーク（2000年） - シンヤ 役
- 演技者。「狂い咲きヴァージンロード」（2003年） - もっさいバイト君 役 ※脚本も担当
- 幸福の王子（2003年） - 外国人パブ店員 役
- こちら本池上署 第3シリーズ　1話（2004年）
- 愛の劇場 ほーむめーかー（2004年） - 山路孝輔 役
- わたしたちの教科書（2007年） - 藍沢謙太郎 役
- 押忍!!ふんどし部!（2013年） - 外科医 役 ※監修も担当
- 営業部長 吉良奈津子（2016年）
- スモーキング　（2018年5月）6話 野戸黒 役
- 文学処女 （2018年） - 三島皓 役[3]

### ウェブテレビ
- ROAD TO EDEN（2017年、フジテレビオンデマンド[4]） - ガラン 役

### 映画
- 日雇い刑事（2002年） - ニッキー 役
- 七瀬ふたたび（2010年）
- オー!ファーザー（2014年） - 鷹 役
- 大人ドロップ（2014年）
- ピカ☆★☆ンチ LIFE IS HARD たぶんHAPPY（2014年） - 本人役

### 舞台
- 大人計画「ウーマンリブvol.4『ウーマンリブ発射!』」（1999年）
- 二万七千光年の旅（2000年）
- ヴァンプ・ショウ （2001年）
- デジャ・ヴュ01 伊集院警部補の憂鬱（2001年）
- 春子ブックセンター（2002年）
- 走れメルス -少女の唇からはダイナマイト!-（2004年 - 2005年） - メルス・ノメルク 役
- 電車男（2005年）
- 真心一座 身も心も「流れ姉妹・第一章」（2005年）※演出も担当
- エビ大王（2005年）
- 開放弦（2006年）
- 魔法の万年筆（2007年）
- LOVE LETTERS（2007年7月）
- 真心一座 身も心も 「流れ姉妹〜ザ・グレートハンティング〜」（2007年）※演出も担当
- プロペラ犬旗揚げ公演「マイルドにしぬ」（2007年）
- ナイロン100℃ 32nd SESSION「シャープさんフラットさん」（2008年9月）
- 真心一座 身も心も（2009年2月）※演出も担当
- NECK（2010年2月）※演出も担当
- 真心一座 身も心も 第一章 再演（2010年8月）※演出も担当
- 窓（2010年9月）
- オーデュボンの祈り（2011年9月）世田谷パブリックシアター演出：ラサール石井
- 「テキサス」（2012年4月～）パルコ劇場
- 「中の人」（2014年4月～）東京グローブ座
- 「ドラマ･ドクター」（2016年6月～）吉祥寺シアター演出：川村毅
- 「さらば！あぶない刑事にヨロシク」（2018年3月～）本多劇場演出：細川徹

### CM
- 「酸素&ダイエット」（2006年）

## 脚本・演出・監督作品

### テレビドラマ
- アキハバラ@DEEP（2006年）：脚本
- 下北サンデーズ（2006年）：脚本
- ハリ系（2007年）：脚本・演出
- 玉川区役所 OF THE DEAD（2014年）：監督

### 映画
- ピカ☆ンチ LIFE IS HARDだけどHAPPY（2002年）：脚本
- ピカ☆☆ンチ LIFE IS HARDだからHAPPY（2004年）：脚本
- ハチミツとクローバー（2006年）：脚本
- JIROル-伝説のYO・NA・O・SHI（2008年）：脚本
- 銀幕版 スシ王子! 〜ニューヨークへ行く〜（2008年）：脚本
- ピカ☆★☆ンチ LIFE IS HARD たぶんHAPPY（2014年8月公開）：脚本

### 舞台
- 青木さん家の奥さん（2002年）：演出
- ねずみの三銃士「鈍獣」（2004年）：演出
- 父帰る／屋上の狂人（2006年）：演出
- 空中ブランコ（2008年）：演出
- EVIL DEAD THE MUSICAL〜死霊のはらわた〜（2009年6/25～7/5）サンシャイン劇場：演出
- 斎藤幸子（2009年8月）ルテアトル銀座：演出
- ねずみの三銃士「印獣」（2009年10月）パルコ劇場他：演出
- アウェーインザライフ（2010年6月）：脚本・演出
- 醜男（2010年7月）：演出
- dance＆comedy熱血学園ドラマ「押忍!!ふんどし部!」（2010年11月）山野ホール：演出
- パンクオペラ「時計じかけのオレンジ」（2011年1月）赤坂ACTシアター：演出及び上演台本
- 「ぼっちゃま」（2011年5月）パルコ劇場：演出
- その妹（2011年12月）：演出
- CUBE next「押忍!!ふんどし部!」（2012年1月）CBGKシブゲキ：演出
- 「テキサス -TEXAS-」（2012年3月）パルコ劇場：演出
- 「飛び加藤」（2012年6月）シアタークリエ：演出
- アミューズ「阿呆の鼻毛で蜻蛉を繋ぐ」（2012年9月）本多劇場：演出
- ミュージカル『恋と音楽』（2012年）：演出
- 八犬伝（2013年3月 - 4月、シアターコクーンほか）：演出
- 「ショーシャンクの空に」（2013年11月）サンシャイン劇場ほか：演出
- ねずみの三銃士『万獣こわい』（2014年）：演出
- 「中の人」（2014年4月～）東京グローブ座：演出
- カッコーの巣の上で（2014年）：上演台本・演出
- THE ALCURD SHOW（2013、2014年）：演出
- 歌謡ファンク喜劇『いやおうなしに』（2015年）：演出
- 4BLOCKS（2015年）：演出
- 残酷歌劇「ライチ☆光クラブ」（2015年12月）AiiAシアター：演出
- 歌喜劇／市場三郎〜温泉宿の恋（2016年4月）：演出
- ミュージカル「ヴィンセント･ヴァン･ゴッホ」（2016年6月）紀伊国屋サザンシアター：演出
- 「夜が私を待っている〜ナイト･マスト･フォール〜」（2016年10月）紀伊国屋サザンシアター：演出
- 50Shades〜クリスチャン・グレイの歪んだ性癖〜（2016年）：上演台本・演出 [5]
- 「魔都夜曲」（2017年6月～）シアターコクーン他：演出
- 「ロッキー･ホラー･ショー」（2017年・2022年）六本木ブルーシアター.サンシャイン劇場他：演出
- 「戯伝写楽」（2018年1月）東京芸術劇プレイハウス：演出
- 歌喜劇/市場三郎〜グアムの恋（2018年11月7日 - 12月2日、東京グローブ座 / 12月7日 - 10日、シアター・ドラマシティ）：演出
- 「オリエント急行殺人事件」（2019年7月26日 - 28日、森ノ宮ピロティホール / 8月1日 - 2日、ウインクあいち（愛知県産業労働センター）大ホール、8月9日 - 18日、サンシャイン劇場）：演出
- 「室温〜夜の音楽〜」（2022年6月25日 - 7月10日、東京・世田谷パブリックシアター / 7月22日-24日、兵庫県立芸術文化センター 阪急中ホール）：演出
- MUSICAL『ルードヴィヒ 〜Beethoven The Piano〜』（2022年10月 - 11月、東京芸術劇場 プレイハウスほか）：上演台本・演出 [6]
- ミュージカル「DADDY ダディ」（2023年3月31日 - 5月3日 サンシャイン劇場 森ノ宮ピロティホールほか）: 演出
- メイジ・ザ・キャッツアイ（2024年2月6日 - 3月3日、明治座）：演出
- KERA CROSS 第六弾『消失』 (2025年1月- 紀伊國屋サザンシアター)：演出